# Psophia ochroptera
O jacamim-de-costas-amarelas (nome científico: Psophia ochroptera) é uma ave gruiforme da família Psophiidae. Seu nome provém do grego psophos, que significa ruído, qualquer som inarticulado, aquele que faz barulho forte; e do grego ökhros, que significa amarelo pálido, e pteros, asa. É considerado por alguns autores uma subespécie do jacamim-de-costas-brancas (Psophia leucoptera), com o nome Psophia leucoptera ochroptera.

## Características
O jacamim-de costas-amarelas está confinado a densas florestas tropicais entre os rios Amazonas e Negro. Tem hábito gregário e sedentário, vive em grupos que defendem territórios com fronteiras bem definidas durante todo o ano. É uma ave sensível às alterações de seu habitat e também muito procurada por caçadores.
Ave de porte médio que mede entre 45 e 52 centímetros e pesa entre 790 e 1500 gramas com uma média de 1060 gramas de peso. Sua cabeça, pescoço, peito e ventre são pretos. O manto é de coloração escura, com as rêmiges secundárias, a parte inferior do manto e o uropígio na coloração ocre, formando grande mancha ocre na parte posterior do corpo. O interior das penas das asas (primárias, secundárias e seus abrigos) são cinza e limitados do meio para trás por uma faixa castanha-marrom. A garganta e pescoço apresentam uma iridescência esverdeada em fundo púrpura-azul.
Os olhos são grandes e de coloração marrom escuro. O bico é uma reminiscência do bico de um pássaro galináceo, sendo afiado, robusto e ligeiramente curvado na ponta e de coloração verde amarelada. Tarsos e pés são verde-oliva.
Não apresenta variação da plumagem entre os sexos, mas os machos tendem a ser ligeiramente maiores que as fêmeas.

## Alimentação
Frugívoro, come frutas principalmente aquelas caídas no chão da floresta.

## Reprodução
Faz parte de um grupo muito pequeno de aves de reprodução cooperativa com comportamento poliândrico. Todos os membros do bando ajudam na criação da prole. O local escolhido para o ninho são cavidades de árvores que foram originalmente escavados por outras espécies, tais como papagaios, proporcionando assim um abrigo da chuva. Foi registrado um ninho na cavidade de um tronco de árvore, sem teto e a 13,5 metros de altura. A postura é de dois a quatro ovos, mais comumente três.
Os ovos são todos brancos e com 56-61 x 46-50 mm de dimensão. Os ovos eclodem no início da estação chuvosa, época em que os insetos e frutas tornam-se mais abundantes. Em cativeiro verificou-se que os ovos são incubados por 28 dias antes da eclosão.

## Hábitos
Ave residente nas densas florestas tropicais não perturbadas, especialmente aqueles ricas em árvores frutíferas, tais como Cecropia e Ficus, mas pode ser encontrada até a altitude de 750 metros. Encontrada mais comumente em áreas com alguma distância de assentamentos humanos.

## Distribuição geográfica
Endêmico para o norte do Brasil, ocorrendo no norte do estado do Amazonas, entre os rios Amazonas e Negro.